# 拉塞爾 (伊利諾伊州)
拉塞爾（英語：Russell）是位於美國伊利諾伊州萊克縣的一個非建制地區。該地的面積和人口皆未知。

## 地理
拉塞爾的座標為42°29′26″N 87°54′45″W / 42.49056°N 87.91250°W，而該地的平均海拔高度為212米（即696英尺）。